# Horváth István Károly
Horváth István Károly (Sárvár, 1931. július 12. – Szeged, 1966. augusztus 29.) klasszika-filológus, egyetemi docens, műfordító.
A görög-római irodalom szakértője, s a teljes magyar- és világirodalom alkalmazó ismerője volt, enciklopédikus irodalomtudós a XX. század második felében.

## Életpályája
Szombathelyen érettségizett 1950-ben. A budapesti Eötvös Loránd Tudományegyetemen latin-görög szakos  tanári oklevelet szerzett 1954-ben. Bekerült az ELTE az Ókortörténeti Tanszékre tanársegédnek, 1954-1958-ig aspiráns, 1958-ban az irodalomtudomány kandidátusa. 1958-tól Szegeden élt és dolgozott, a szegedi JATE Klasszika-Filológia Tanszékének adjunktusa, 1962-től docense. Fiatalon érte a halál, alig élt többet mint Catullus, vagy talán éppen annyit. Horváth Catullusról írta disszertációját, talán ő volt az a latin költő, akinek lírája legközelebb állt hozzá, de érdekelte a teljes görög és latin irodalom, s kutatta, hogyan érvényesül az antikvitás hatása a magyar és a világirodalomban.

## Munkássága
A sárváriak és a magyar kultúra gyöngyszeme az 1956-ban kiadott Horváth István Károly szerkesztésében megjelent Tinódi-emlékkönyv. Tinódi Lantos Sebestyén halálának 400. évfordulója volt (1556. január 9-1956. január 29.) ekkor. Januárban zajlottak az ünnepségek Sárváron, a kötet kiadására 1956 őszén került sor. A kötetben 81-206. oldalon Tinódi válogatott énekei szerepelnek, a bevezető tanulmányokat Klaniczay Tibor a régi magyar irodalom tudósa, Legány Dezső zenetörténész, Naszádos István helytörténész és maga a főszerkesztő Horváth István Károly írta. Valamennyien méltatják a tudományok és a művészetek iránt fogékony Nádasdy Tamás főúr humanista udvartartását, ahol Tinódi Lantos Sebestyén is többször megfordult, s előadta énekeit a török elleni csatákról leginkább, de megfordultak itt jeles reformátorok is, köztük Sylvester János, Dévai Bíró Mátyás.
Pár évtizedig tartott Sárvár kulturális fénykora, 1707-ben a háborúk miatt hosszú időre elpusztult a város. "Ilyenformán a Habsburg-uralom, a földesúri önkény s a háborúk legalább egy évszázadra visszavetették Sárvár fejlődését. De az a fény, mely régmúlt, nagy évtizedeiből ragyog ránk, késői utódokra, jóleső büszkeséggel tölt el ma is mindnyájunkat; büszkeséggel, de egyszersmind mélységes tisztelettel azok iránt, akik a nemzetet fenyegető vég-katasztrófa, az idegen elnyomás s a belső meghasonlás nehéz korszakában is bátran mertek járni a maguk útján s magasra emelték a magyar kultúra zászlaját." Idézi fel Horváth István Károly 1956-ban a mohácsi csata (1526) utáni korszak sárvári fényeit. A sárvári városi vezetést méltán illeti dicséret a 2006-os reprint kiadásért is, kár hogy nem írattak bele egy  alapos elemző tanulmányt.
Nem véletlen, hogy a klasszika-filológus főszerkesztő Tinódi első széphistóriáját is szerepelteti a kötetben, a Jázonról és Médeiáról szólót, amely a trójai háború mitológiai történetének egy részletét adja elő. Korántól kezdve követte Horváth a klasszikus görög-római irodalom hatását a teljes magyar irodalomra, sőt számos vonatkozásban a nyugat-európai irodalomra nézve. Másrészt otthon volt az ókori történelemben is, főleg a görög és a római történelemben, Hahn István vallás- és ókortörténésszel kiváló szakmai kapcsolatai voltak főleg 1959-1962-ben a szegedi JATE Ókor Történeti és Klasszika-Filológiai Tanszékén, amikor Hahn az ókori történelmet, Horváth pedig a görög-római irodalmat oktatta. Horváth sokszor Hahn vizsgáztatásain is jelen volt, gyakran nemcsak "hivatalból". Horváth nagy műveltsége, áttekintő képessége tette élvezetessé előadásait, kutató munkáját, ismerte az antikvitás és az európai és a magyar kultúra kapcsolódási pontjait.

## Emlékezete
- Születésének 75. évfordulója alkalmából a Szegedi Tudományegyetem Egyetemi Könyvtár évfordulós emlékcsarnoka emlékkiállítást rendezett tiszteletére.
- Horváth István Károly latin nyelvi és kultúrtörténeti verseny az ő emlékezetét őrzi.[3]

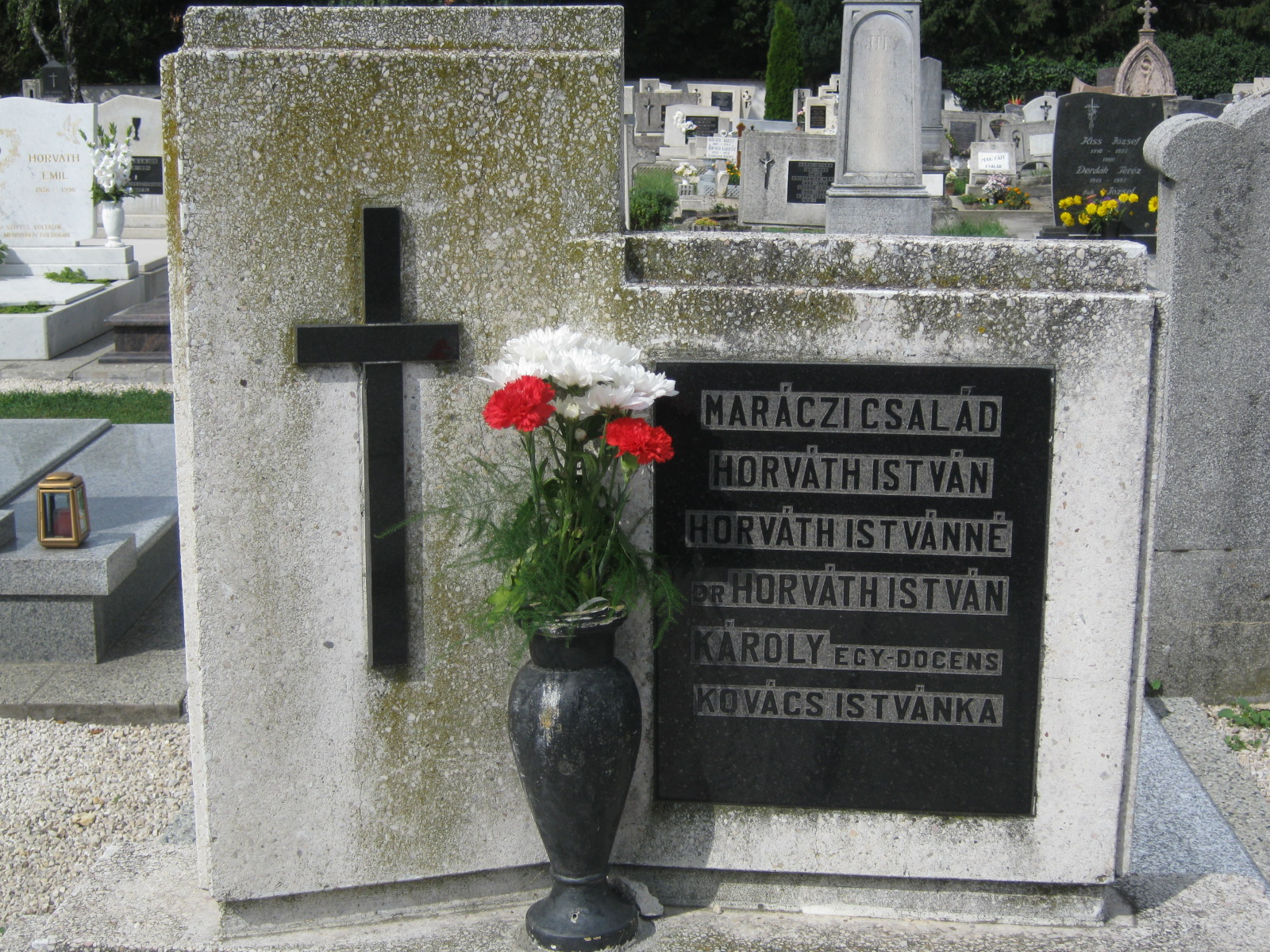
Horváth István Károly családi sírhelye Sárváron

- Halála után az 1990-es évek elejéig a szegedi Belvárosi temetőben nyugodott az urnafalon, az 1990-es évek elején a vér szerinti családja a sárvári családi sírboltban helyezte örök nyugalomra.[4]

## Főbb munkái
- Tinódi-emlékkönyv / összeáll., bev., magyarázó jegyzetekkel ellátta Horváth István Károly és Naszádos István. Fel. szerk. Horváth István Károly. Sárvár: Sárvári Községi Tanács kiadványa, Szombathelyi Nyomdaipari Vállalat, 1956 (őszén). 207 o. ill. Előszó megírásának időpontja 1956. szeptember 9. ld. 3-6. o.
- Tinódi-emlékkönyv / összeáll., bev., magyarázó jegyzetekkel ellátta Horváth István Károly és Naszádos István. Fel. szerk. Horváth István Károly. A könyv reprint kiadása megjelent Tinódi Lantos Sebestyén halálának 450. évfordulója alkalmából. Sárvár: Kiad. Sárvár város önkormányzata, felelős kiadó Dr. Dénes Tibor, Sárvár polgármestere, sárvári Sába DRUCK Nyomda, 2006. ISBN 9638682124

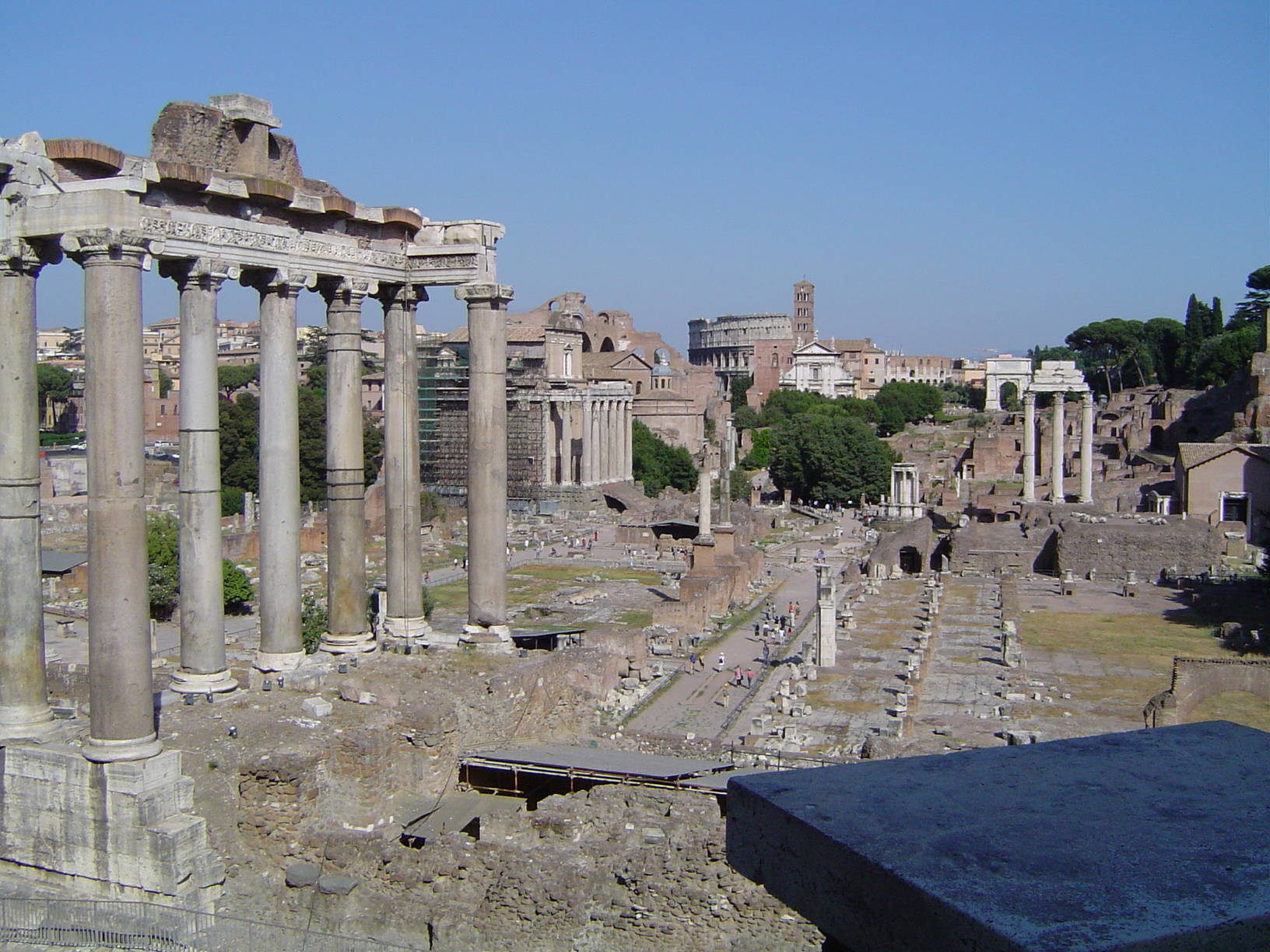
Róma, ókori emlékhely

- Petronius Arbiter, Titus (?-66): Satyricon [ford. Horváth István Károly] ; [az utószót és a feljegyzéseket írta … Szepessy Tibor]: (Ser. Bibliotheca classica, 0324-7406) Budapest, Magyar Helikon, Európa Könyvkiadó, 1972. 211 o.

- Petronius Arbiter, Titus (?-66): Satyricon [ford. Horváth István Károly] ; [az utószót és a feljegyzéseket írta … Szepessy Tibor] (Ser. Az antik világ könyvei, 1217-9574) 2. jav. kiad. Szeged: Szukits, 1994 ([Szeged] Szegedi Ny. 224 o. Megjegyzés: Regénytöredékek. A fordítás A. Ermont szövegkiadás (Párizs, 1922) alapján készült. ISBN 9638199490
- Petronius, Szukits, 1996, ISBN 9639020311; ISBN 9638199490
- A régi Róma aranykora. [Kr. e. 3. sz.- Kr. u. 13-ig]/ Maróti Egon, Horváth István Károly, Castiglione László. (Ser. Európa nagy korszakai; Róma) Budapest: Gondolat, 1976. 487 o. ill. bibl.: 441-450. o.
- Szemelvénygyűjtemény a római császárkor költészetéből /[szöveget válog., gondozta és a jegyz. írta Horváth István Károly ; a jegyzetek készítésénél közrem. Lessi Viktor](Ser. Fontes Minores Latini) Budapest: Tankönyvkiadó, 1965. 202 o.
- Görög költők antológiája/ [vál., szerk. Szepessy Tibor; előszó Horváth István Károly; életrajz., jegyzetszótár Kapitánffy István; ford. Arany János, Babits Mihály et al.] (Ser. A világirodalom gyöngyszemei) Budapest: Móra, 1964. 664 o.

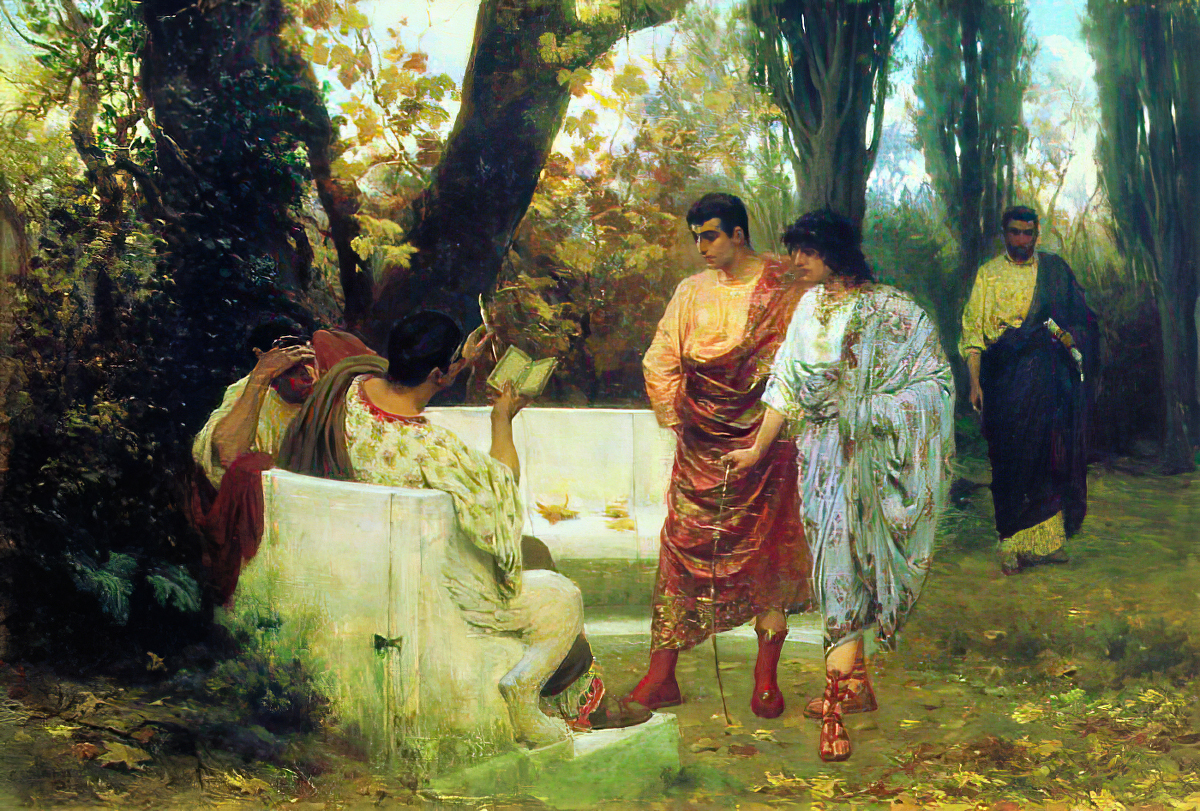
Catullus felolvas barátainak.

- Római költők antológiája /[ford. Arany János et al.; bev. Horváth István Károly] (Ser. A világirodalom klasszikusai) Budapest: Európa, 1963. XXIII, 561 o. Bibl.: 545-547. o.
- Irodalmi élet a régi Rómában. Szemelvények Róma klasszikus századainak irodalmi életéből. Szerk. Horváth István Károly. Budapest, 1962.
- A veronai Catullus könyve és a catullusi líra két alapvető műfaja/ Horváth István Károly. Budapest: Akadémiai Kiadó, 1961. Klny.: A Magyar Tudományos Akadémia Nyelv- és Irodalomtudományi Osztályának Közleményei 17. köt. 1-4. sz. 269-288. o.
- A. Persius Flacci Saturae = Aulus Persius Flaccus Szatírái latinul és magyarul / ford., jegyz. Muraközy Gyula ; bev. Horváth István Károly. [Bilingvis] (Ser. Görög és latin írók; 6.) Budapest: Akadémiai Kiadó, 1961. 99 o. Bibl. 24. o.
- Chronologica Catulliana / István Károly Horváth. Budapest: Akadémiai Kiadó, 1960. Klny.: Acta Antiqua Academiae Scientiarum Hungaricae Tom. 8. Fasc. 3-4. 335-368. p.

## Tudományos tisztségei
- MTA Klasszika-filológiai Bizottsági tag
- TMB Nyelv- és Irodalomtudományi Szakbizottsági tag
- Antik Tanulmányok c. szakfolyóiratnál szerkesztő bizottsági tag (1965-66)

## Társasági tagság
Az Ókortudományi Társaság elnökségi és választmányi tagja